# تشنغيز مالكي (مقاطعة فارياب)
تشنغيز مالكي (بالإنجليزية: Tolombeh-ye Changiz Maleki Fariyab)‏ هي مستوطنة تقع في كرمان في إيران.